# Gamma Chamaeleontis
Gamma Chamaeleontis (23 Chamaeleontis) é uma estrela na direção da constelação de Chamaeleon. Possui uma ascensão reta de 10h 35m 28.22s e uma declinação de −78° 36′ 28.1″. Sua magnitude aparente é igual a 4.11. Considerando sua distância de 413 anos-luz em relação à Terra, sua magnitude absoluta é igual a −1.40. Pertence à classe espectral M0III. É uma estrela variável.